# Нижняя Саниба
Нижняя Саниба (осет. Ног Саниба — «Новая Саниба») — село в Пригородном районе Республики Северная Осетия-Алания.
Административный центр муниципального образования – «Нижнесанибанское сельское поселение».

## География
Расположено на левом берегу реки Гизельдон, в 8 км к западу от Владикавказа. Ближайшие населённые пункты — Верхняя Саниба на юге, Гизель на востоке и Майрамадаг на западе.

## Население
| 2002  | 2010  | 2011  | 2012  | 2013  | 2014  | 2015  |
| ----- | ----- | ----- | ----- | ----- | ----- | ----- |
| 1839  | ↘1657 | ↘1652 | ↗1682 | ↗1717 | ↗1733 | ↗1757 |
| 2016  | 2017  | 2018  | 2019  | 2020  | 2021  | 2023  |
| ↗1758 | ↗1763 | ↗1775 | ↗1789 | ↘1782 | ↘1625 | ↘1620 |
| 2024  | 2025  |       |       |       |       |       |
| ↘1616 | ↗1635 |       |       |       |       |       |

## Инфраструктура
- Детский сад
- Средняя общеобразовательная школа
- Фельдшерско-акушерский пункт
- Почтовое отделение
- Братская могила

## Улицы
- ул. Агузарова
- ул. Алагова
- ул. Джимиева
- ул. Коста
- ул. Куйбышева
- ул. Полевая